# Муханки (посёлок)
Муханки — посёлок в Дмитровском районе Московской области, в составе городского поселения Дмитров.

## География
Посёлок расположен в центральной части района, примерно в 7 км южнее Дмитрова, в междуречье Волгуши (правый приток реки Яхрома) и её безымянного правого притока, высота центра над уровнем моря 146 м. Ближайший населённый пункт — деревня Стреково в 1 км на запад.

## История
До 2006 года Муханки входили в состав Целеевского сельского округа.
Постановлением Губернатора Московской области от 21 февраля 2019 года № 75-ПГ категория населённого пункта изменена с «деревня» на «посёлок».

## Население
| 2002 | 2006 | 2010 |
| ---- | ---- | ---- |
| 14   | ↘7   | ↗9   |